# Грамощица
Грамо̀щица или Грамоската река или Грамош или Корнишорската река (на гръцки: Γραμμος) е река в Паяк планина, Южна Македония. 
Реките Мъгленица и Грамощица обособяват западния дял на планината, като изолират съответно от запад и изток връх Паяк (1460 m), Цървена бара (1050 m) и Проса (980 m). Централната част на планината се разделя от Грамоската река на запад и Църна река от изток. В тази част са върховете Поглед (1650 m), Байраците (1420 m), Голата чука (1307), Кашпот (1300 m), Гацови митеризи и други. Грамощица (Грамоска река), която тече на юг и е приток на Колудей, разделя Поглед на изток от по-малкия масив Метеризи на запад.
Реката извира в Паяк под името Грамада североизточно под връх Паприте (1355 m). Тече в югоизточна посока. Минава източно от Корнишор (Кромни). Излиза от планината в Солунското поле и при височината Кумарката (327 m), сменя посоката си на южна. Тук носи гръцкото име Ксиропотамос. Минава между Къшлар (Ахладохори) на запад и Крушари (Амблиес) на изток, след това между Ново Въдрища (Неос Милотопос) на изток и Въдрища (Палиос Милотопос) на запад и се влива в канала Белица, приток на Колудей (Лудиас) западно от Балъджа (Мелиси).